# Queluz (stad)
Queluz is een stad (Cidade) in de Portugese gemeente Sintra in het district Lissabon. Queluz heeft stadsrechten sinds 1997 en bestaat uit de freguesias Massamá, Monte Abraão en Queluz.